# Andropogon leucostachyus
Andropogon leucostachyus är en gräsart som beskrevs av Carl Sigismund Kunth. Andropogon leucostachyus ingår i släktet Andropogon och familjen gräs. IUCN kategoriserar arten globalt som starkt hotad. Inga underarter finns listade i Catalogue of Life.